# Ringlasergyro

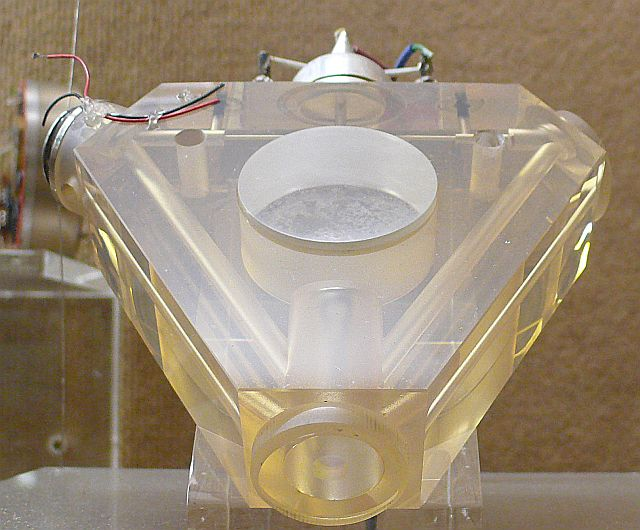
Ett ringlasergyro.

Principen bakom ett ringlasergyro kallas Sagnac-effekten.

Ett ringlasergyro (även kallad Sagnac interferometer) är en apparat för att mäta rotationshastighet med mycket stor noggrannhet.

## Princip
Två laserstrålar som leds runt åt var sitt håll i en sluten bana skapar ett fast interferensmönster. När apparaten vrids kommer den ena av strålarna att hinna runt banan på kortare tid än den andra. Detta ger upphov till en fasskillnad som kan mätas.
Fasskillnaden fås ur formeln
{\displaystyle f={\frac {4\omega A}{\lambda S}}}
där ω är rotationshastigheten, A är den area som omsluts av strålbanan, λ är laserns våglängd och S är strålbanans längd.

## Konstruktion
Ett ringlasergyro är oftast en triangel eller en fyrkant med speglar i hörnen. En av speglarna är halvgenomskinlig för att släppa ut ljus till detektorn. Bakom den spegeln sitter ett prisma som omvandlar fasskillnaden till ett interferensmönster som kan uppfattas av en fotodetektor. En spegel brukar också vara monterad på en piezoelektrisk cell för att kunna trimma in resonans i gyrot. Både medurs- och motursstrålen påverkas lika mycket av den spegeln så utslaget påverkas inte.
Lasern är ”dubbelsidig” med en utgång i varje ända för att få både medurs- och motursstrålen från samma laser, detta för att det inte går att få exakt samma frekvens från två olika lasrar.

## Användning
Ringlasergyron används i system för tröghetsnavigering. Jämfört med ett konventionellt gyroskop är det mindre, lättare och okänsligt för vibrationer och G-krafter.